# Великі Вікнини

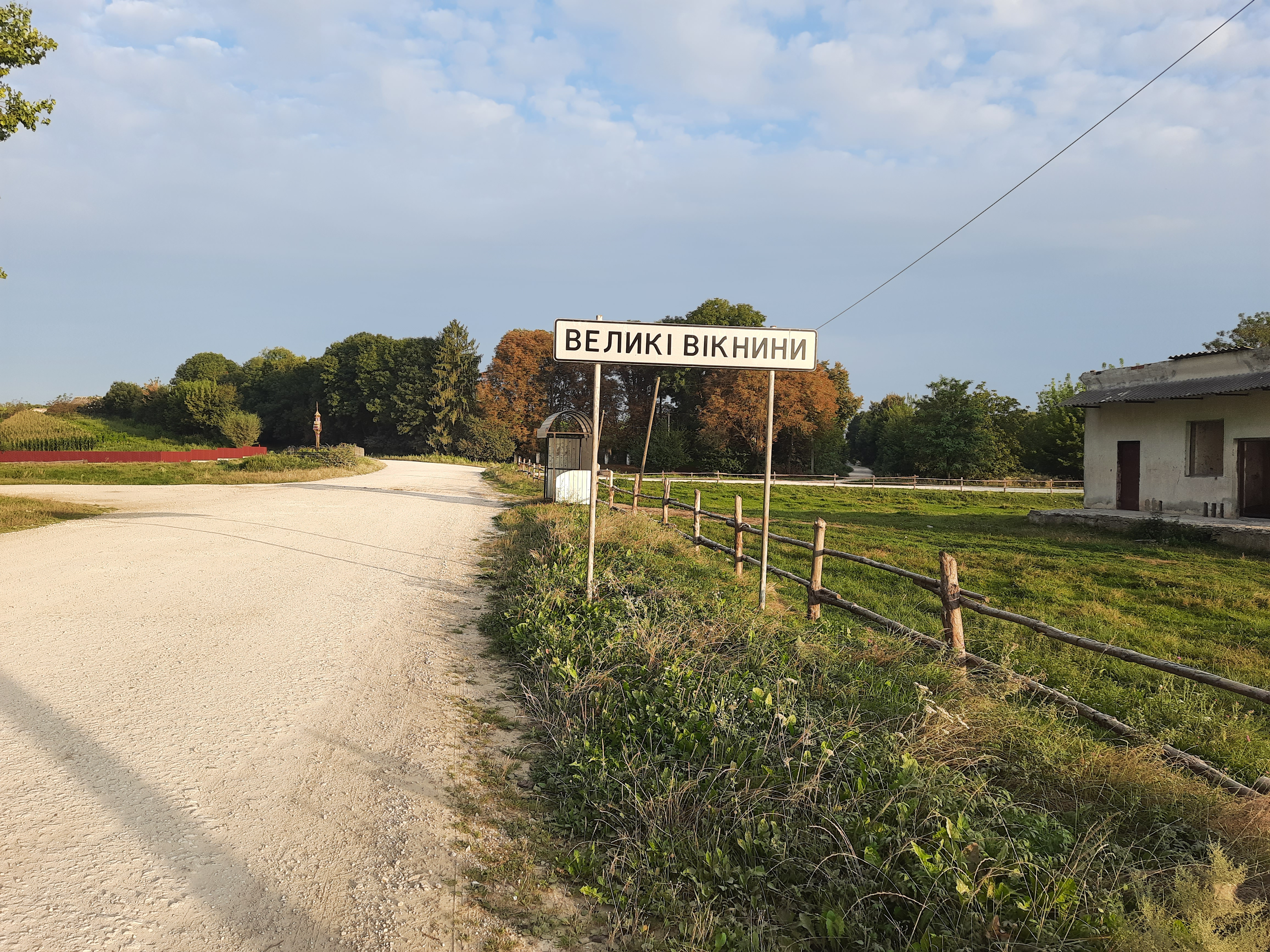
Дорожній знак при в'їзді в село

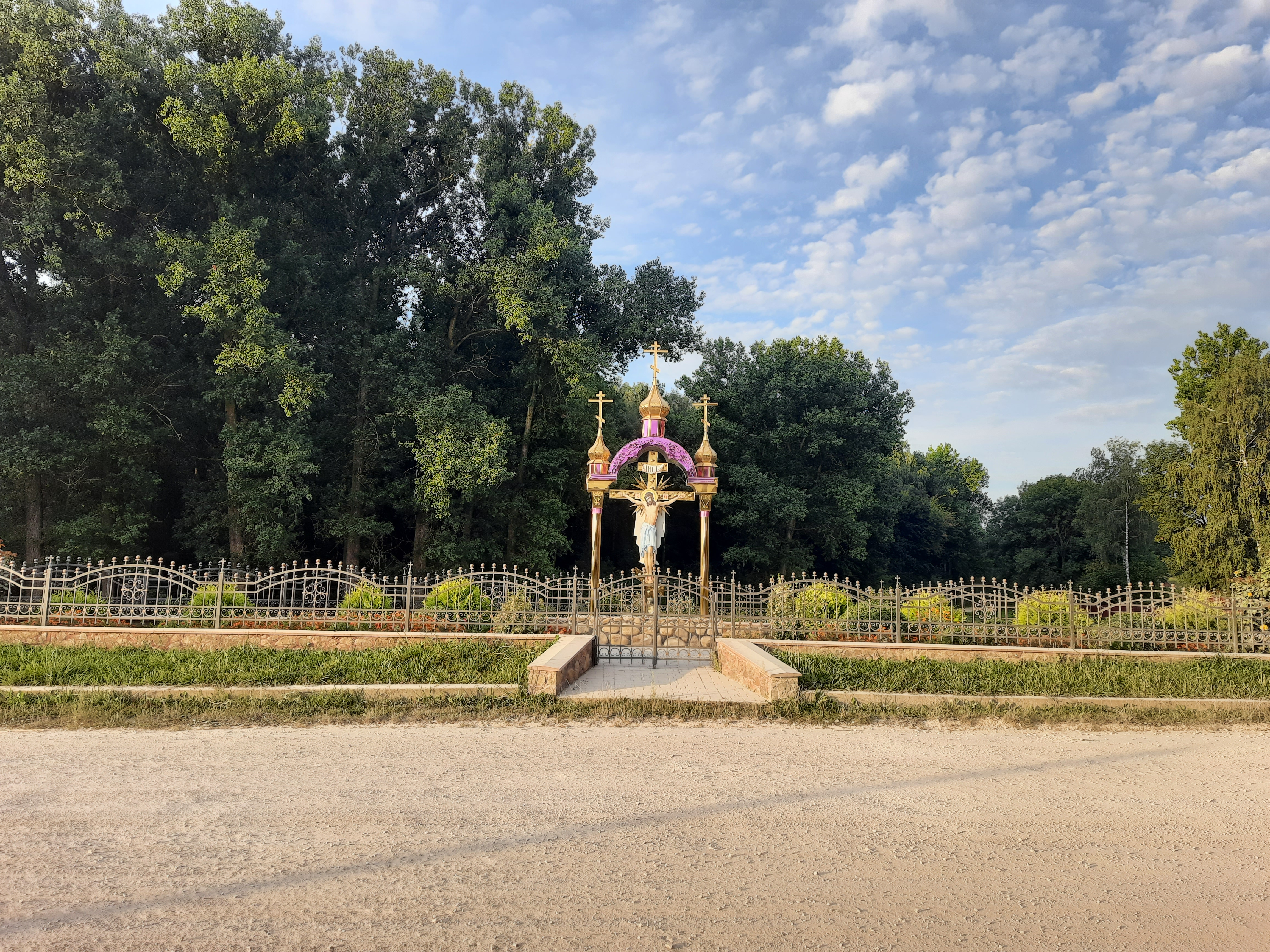
Капличка

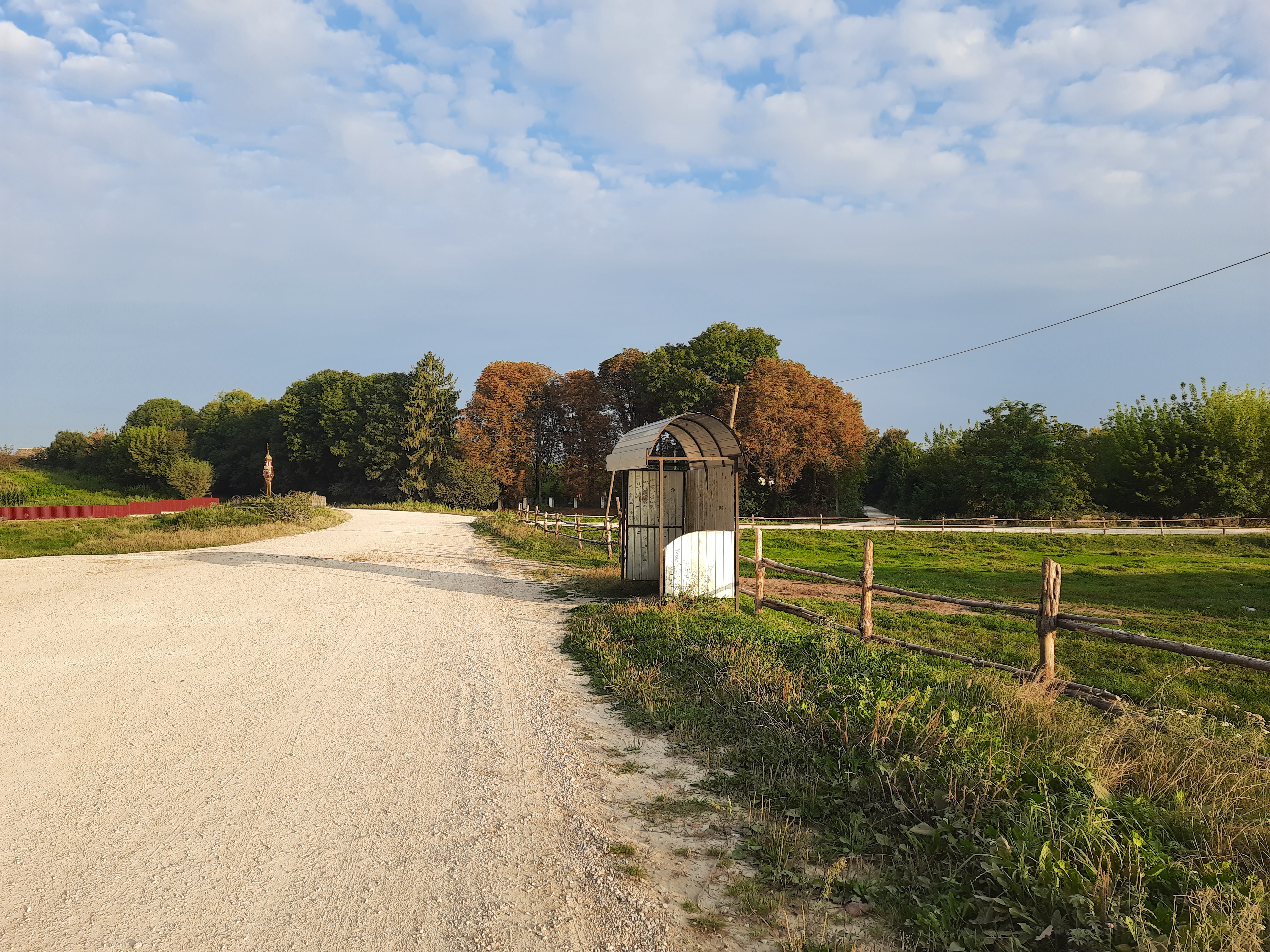
Автобусна зупинка

Вели́кі Вікни́ни — село в Україні, у Вишнівецькій селищній громаді Кременецького району Тернопільської області. Адміністративний центр колишньої Великовікнинської сільської ради, якій були підпорядковані села Котюжини та Малі Вікнини. До села приєднано х. Ковалівка; хутори Княжина і Манівщина виведені з облікових даних у зв'язку з переселенням жителів.

## Географія
У селі бере початок річка .
Розташоване на берегах р. Самець (лівої притоки Горині, басейн р. Прип'ять, сточище Дніпра), за 45 км від районного центру і 15 км від найближчої залізничної станції Ланівці. Географічні координати — 49° 56’ північної широти 25° 52’ східної довготи. Територія — 2,45 км². Дворів — 250.

### Місцевості
- Княжина — хутір, виведений із облікових даних у зв'язку з переселенням мешканців; розташований поблизу с. Великі Вікнини. У 1940-х–1950-х рр. належав до Кривчиківської сільської ради. У 1952 р. на хуторі — 12 будинків, 47 жителів.
- Ковалівка — хутір, приєднаний до с. Великі Вікнини, розташований за 2 км від нього. Відомий від кінця 19 століття. Нині на хуторі — 15 будинків, 50 жителів.
- Манівщина — хутір, виведений із облікових даних у зв'язку з переселенням мешканців у с. Малий Кунинець; розташований за 2 км від нього. У лютому 1952 р. на хуторі — 5 будинків, 18 жителів.[1]

## Топоніміка
Назва села утворена від назви місцевості Вікнини, мотивованої апелятивом вікнина «не заросле водоростями місце на болоті», «чисте місце в болоті». Атрибутивні компоненти вказують на ознаки за розміром.

## Історія

### Давні часи
Поблизу Великих Вікнин виявлено археологічні пам'ятки вельбарської (1940-41, археолог Маркіян Смішко), черняхівської і давньоруської культур.

### Середньовіччя, Новий Час
Перша письмова згадка — 1484 р., як власність Олександра Сангушковича; 1545 р. згідно з опису кременецького замку — власність Дмитра Вишневецького.
У першій половині XVII ст. поселення — власність Костянтина Костянтиновича Вишневецького. Згідно з актом від 25 січня 1705 р. мешканці села видали 100 злотих на утримання литовського війська. 1711 р. Я.-А. Вишневецький надав кременецьким монахам села Великі й Малі Вікнини.
Наприкінці XIX ст. в селі — 150 будинків, у яких проживало 922 особи; від 1874 р. функціонували фільварок, початкова школа, 2 крамниці та корчма.

### XX століття
1 жовтня 1933 року утворено ґміну Катербурґ Кременецького повіту і село включено до неї. 
До 1939 р. діяли філія товариства «Просвіта» з хатою-читальнею (від 1927), осередки інших об'єднань, а також кооператива і хор. Протягом 1934—1939 рр. село належало до ґміни Катербурґ (нині с. Катеринівка Кременецького району).
Під час німецько-радянської війни в Червоній армії загинули або пропали безвісти 84 уродженці села. В ОУН і УПА перебували, загинули, репресовані, симпатики — 205 осіб; на господарстві Є. Бас була криївка.
На початку липня 1943 р. поблизу с. Великі Вікнини базувався пересувний шпиталь УПА (лікаря Миколу розстріляли ковпаківці). 3 жовтня 1943 р. поблизу села сотня УПА спалила 3 автомобілі і вбила 10 німецьких солдатів. 9 вересня 1948 р. під час облави емдебісти на Великовікнинських хуторах під «Казьонним лісом» у криниці виявили криївку вояків УПА; під час допиту до смерті побили Є. Сидорчук.

### Період Незалежности
12 червня 2020 року, відповідно до Розпорядження Кабінету Міністрів України від  № 724-р «Про визначення адміністративних центрів та затвердження територій територіальних громад Тернопільської області», село увійшло до складу Вишнівецької селищної громади.
19 липня 2020 року, в результаті адміністративно-територіальної реформи та ліквідації Збаразького району, село увійшло до складу новоутвореного Кременецького району.

## Релігія
- церква Святого Георгія Побідоносця (1741; дерев'яна; 2000-і рр., мурована; ПЦУ);
- костел (XVIII ст.; у 1763—1764 рр. святиню оздоблював маляр Андрій Агорн; зруйнований);
- Дім молитви ХВЄ (1998, кам'яний),
- капличка (поч. XX ст., дерев'яна).

## Пам'ятники

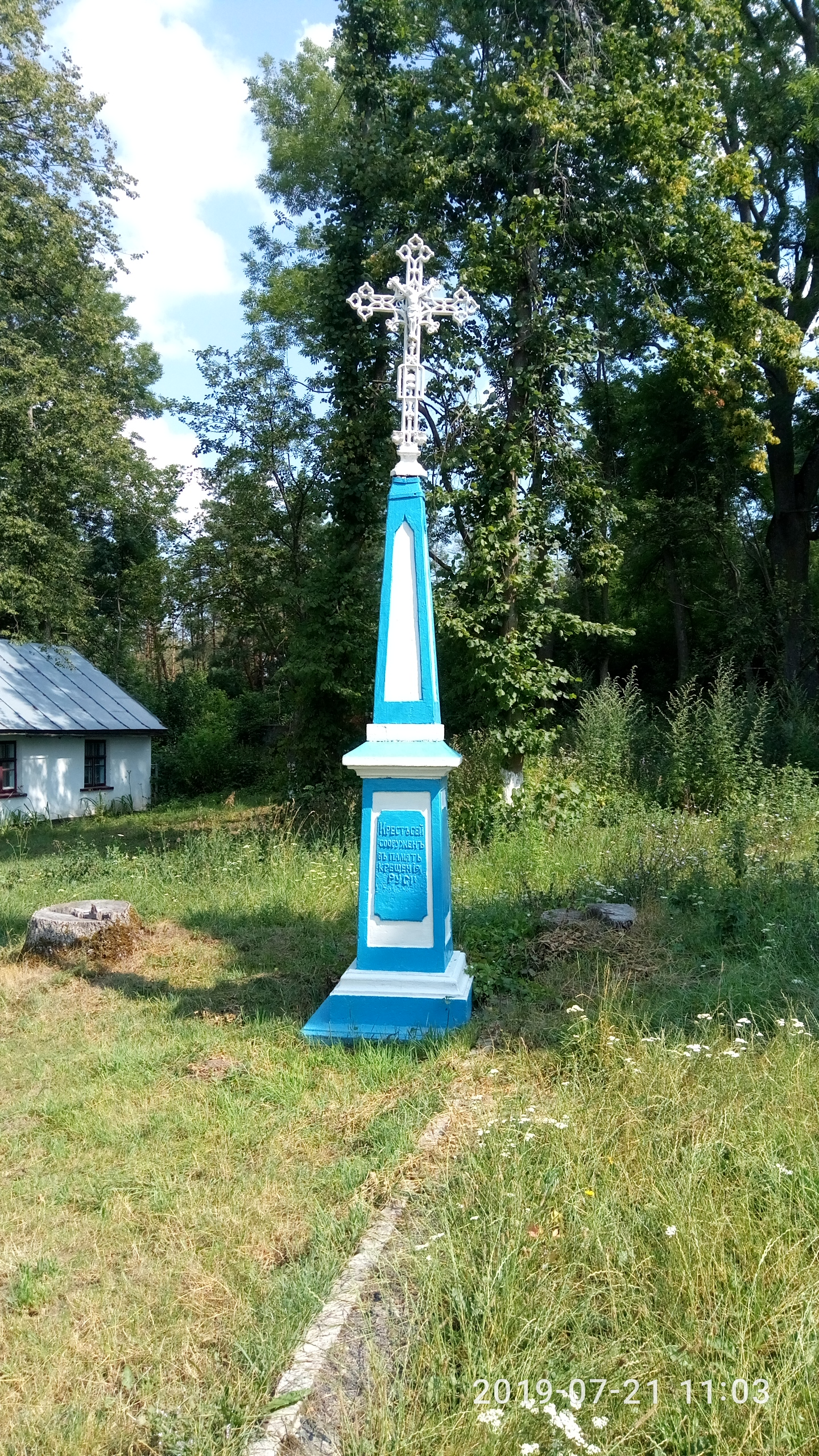
Пам'ятний хрест на честь запровадження християнства у Київської Русі

Споруджено пам'ятники полеглим у німецько-радянській війні воїнам-односельцям (1972, скульптор І. Козлик), воїнові-інтернаціоналісту Олексієві Маньковському (1984), лікареві УПА Миколі (2011); встановлено пам'ятний хрест на честь запровадження християнства у Київській Русі (1903); є братська могила жертв Другої світової війни.

## Соціальна сфера
Діють загальноосвітня школа I—III ступ., дитячий садочок, Будинок культури (1967; зразковий аматорський танцювальний колектив «Візерунок»), бібліотека, амбулаторія загальної практики та сімейної медицини, відділення зв'язку, млин, 4 торгових заклади; земельні паї орендує ТзОВ «Славутич».

## Населення
Кількість населення — 2003 — 1014 осіб, 2014 — 969.

## Відомі люди
Народилися
- Зінаїда Бакум (нар. 1960) — доктор педагогічних наук;
- Володимир Казмірчук (нар. 1947) — тренер з легкої атлетики;
- Зіна Кушнірук (нар. 1962) редактор, публіцист, заслужений журналіст України;
- Олексій Маньковський (1965—1984; 2014 р. встановлено меморіальну таблицю) — воїн-інтернаціоналіст;
- Володимир Шимко (нар. 1921) — член ОУН, підрайоновий;
- Інна Мечик — літераторка.

Перебували (-ють)
- Микола Скрипник — душпастирював отець-митрат, політв'язень.

Проживали (-ють)
- Феодосій Сидорчук — заступник командира відділу УПА, інструктор з військової підготовки.